# クルルの単項イデアル定理
可換環論（次元論）において、クルルの単項イデアル定理（英: Krull's principal ideal theorem, Krull's Hauptidealsatz）は、ネーター環の素イデアルの高さについての基本的な定理である。

## クルルの単項イデアル定理
ネーター環 A の単項イデアル I の極小素因子（I を含む極小素イデアル）の高さは 1 以下である。とくに、x を A の零因子でも単元でもない元とすると、x を含む極小素イデアルの高さは 1 である。

## 一般化
次の定理はクルルの高度定理（英: Krull's height theorem）と呼ばれる。
ネーター環の r 個の元で生成されるイデアルの極小素因子の高さは高々 r である。